# Xunqueira de Espadanedo
Xunqueira de Espadanedo és un municipi de la província d'Ourense a Galícia. Pertany a la Comarca de Allariz-Maceda. Limita amb els municipis de Parada de Sil, Montederramo, Maceda, Esgos i Nogueira de Ramuín.
| 1.900 | 1.891 | 1.829 | 1.489 | 1.033 |
| Fonts: INE i IGE (Els criteris de registre censal variaren i les dades de l'INE i de l'IGE poden no coincidir.) |       |       |       |       |

## Parròquies
- Niñodaguia (Santa María)
- Os Pensos (San Pedro)
- Ramil (San Miguel)
- Xunqueira de Espadanedo (Santa María)